# Věšadlo

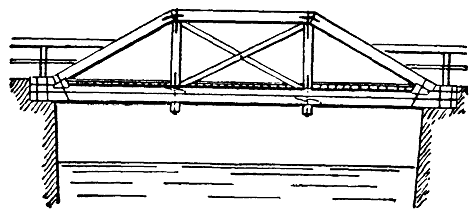
Věšadlová dřevěná lávka (dvojnásobné věšadlo)

Věšadlo je druh nosné konstrukce, která se využívá ke zvýšení únosnosti vodorovného nosného prvku, zejména u krovů a mostních konstrukcí. Slouží k vynesení hlavního trámu a přenesení jeho zatížení k podporám. Analogickými konstrukčními prvky jsou vzpěradlo, kdy je vodorovný nosný prvek podepřen a vzpínadlo, které je v podstatě obráceným věšadlem.
Věšadlo by nemělo být zaměňováno za příhradové konstrukce.

## Jednoduché a dvojité věšadlo
Konstrukce věšadel lze rozdělit podle počtu svislých prvků na jednoduchá či dvojnásobná.